# 559. Grenadier-Division
Die 559. Grenadier-Division, später 559. Volksgrenadier-Division, war ein Großverband der deutschen Wehrmacht im Zweiten Weltkrieg.

## Geschichte

### Aufstellung
Die Division wurde am 11. Juli 1944 auf dem Truppenübungsplatz Baumholder (Wehrkreis XII) als sogenannte „Sperrdivision“ in der 29. Aufstellungswelle für den Wehrkreis IX aufgestellt. Im August 1944 war die Division noch beim Befehlshaber der Ersatztruppen im Wehrkreis XII in der Aufstellung.

### Verlegung an die Westfront
Zur Abwehr der angreifenden alliierten Streitkräfte im Westen verlegte die Division im September 1944 in den Raum Nancy zur Heeresgruppe G an die Westfront.
Hier wurde sie der 1. Armee unterstellt, welche bis März 1945 so blieb.

### Auflösung durch Umbenennung
Am 9. Oktober 1944 wurde die Division in die 559. Volksgrenadier-Division umbenannt.

## 559. Volksgrenadier-Division

### Aufstellung durch Umbenennung
Die Umbenennung der 559. Grenadier-Division erfolgte mit dem Befehl die Division auf den Stand einer Division der 32. Aufstellungswelle zu bringen. Von Oktober (anfängliche Unterstellung erfolgte bis Anfang Dezember 1944 unter das XIII. SS-Armeekorps) bis Dezember 1944 war die Division im Raum Lothringen.

### Unternehmen Nordwind
Hier erfolgte ihr Einsatz beim Unternehmen Nordwind. Im Januar 1945 wurde die Division, welche in diesem Zeitraum durch die Reste der 361. Volksgrenadier-Division aufgefrischt wurde, in der Saarpfalz zur Verfügung gestellt, um dann im Februar um Saarbrücken eingesetzt zu werden. Kurz vor der Operation Undertone wurde die Division abgezogen. Im März kämpfte die Division an der Mosel und am Rhein. Im April 1945 wechselte die Division zur Heeresgruppe West zur 19. Armee in den Raum Odenwald.

### Ruhrkessel
In diesem Monat war sie während des Ruhrkessels im Einsatz.

### Kapitulation
Die Division kam im Raum Münsingen in amerikanische Gefangenschaft.

## Standrechtliche Erschießung auf Befehl des Divisionskommandeurs
Noch kurz vor Kriegsende, am 17. April 1945, ließ der Divisionskommandeur Generalmajor von Mühlen einen Soldaten seiner Division, Erwin Kreetz, der vom Tode seiner Frau erfahren hatte und sich daraufhin von seiner Einheit entfernt hatte, in einem Steinbruch bei Steinheim an der Murr wegen Fahnenflucht standrechtlich erschießen. Nur drei Tage später erhielt von Mühlen die Beförderung zum Generalleutnant.

## Gliederung
- Grenadier-Regiment 1125 mit zwei Bataillonen
- Grenadier-Regiment 1126 mit zwei Bataillonen
- Grenadier-Regiment 1127 mit zwei Bataillonen
- Artillerie-Regiment 1559 mit vier Abteilungen
- Divisions-Einheiten 1559, u. a. Füsilier-Kompanie 559

## Kommandeur
- Oberst/Generalmajor/Generalleutnant Kurt von Mühlen